# 巴尔斯河畔蒙特勒伊
巴爾斯河畔蒙特勒伊（法語：Montreuil-sur-Barse，法語發音：[mɔ̃tʁœj syʁ baʁs]）是法国奥布省的一个市镇，位于该省中部略偏东南，属于特鲁瓦区。

## 地理
巴尔斯河畔蒙特勒伊（48°13'30"N, 4°17'41"E）面积13.13 平方千米，位于法国大東部大區奥布省，该省份为法国中北部省份，北起马恩省，西接塞纳-马恩省，西南至约讷省，东南至科多尔省，东临上马恩省。
与巴尔斯河畔蒙特勒伊接壤的市镇（或旧市镇、城区）包括：巴尔斯河畔布列勒、绍富尔莱巴伊、弗雷努瓦堡、巴尔斯河畔吕西尼、马罗勒莱巴伊、蒙蒂耶拉梅、维勒穆瓦耶讷。

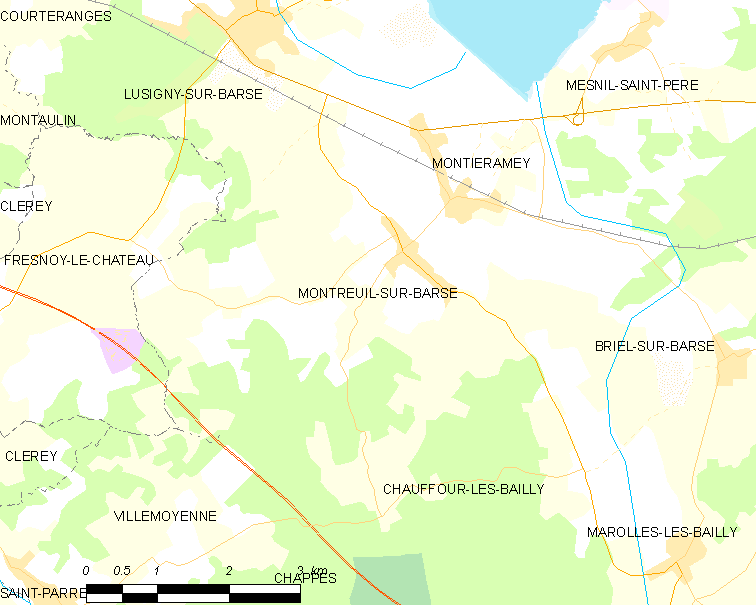
巴尔斯河畔蒙特勒伊的OSM定位图

巴尔斯河畔蒙特勒伊的时区为UTC+01:00、UTC+02:00（夏令时）。

## 行政
巴尔斯河畔蒙特勒伊的邮政编码为10270，INSEE市镇编码为10255。

## 政治
巴尔斯河畔蒙特勒伊所属的省级选区为巴尔斯河畔旺德夫尔县。

## 人口

1962-2008年间巴尔斯河畔蒙特勒伊人口变化图示

巴尔斯河畔蒙特勒伊于2022年1月1日时的人口数量为291人。